# Матриця Тепліца
Матриці Тепліца (діагонально-постійна матриця) — матриця, в якій на всіх діагоналях, паралельних головній, стоять однакові елементи.
Названа на честь німецького математика Отто Тепліца.
У загальному вигляді матриця Тепліца розміру {\displaystyle n\times n} має вигляд:
{\displaystyle A={\begin{bmatrix}a_{0}&a_{-1}&a_{-2}&\ldots &\ldots &a_{-n+1}\\a_{1}&a_{0}&a_{-1}&\ddots &&\vdots \\a_{2}&a_{1}&\ddots &\ddots &\ddots &\vdots \\\vdots &\ddots &\ddots &\ddots &a_{-1}&a_{-2}\\\vdots &&\ddots &a_{1}&a_{0}&a_{-1}\\a_{n-1}&\ldots &\ldots &a_{2}&a_{1}&a_{0}\end{bmatrix}}}
Тобто виконується співвідношення:
{\displaystyle a_{i,\,j}=a_{i-1,\,j-1}.}

## Зауваження
Дві матриці Тепліца можна скласти за {\displaystyle \Theta (n)} операцій. Матрицю Тепліца можна помножити на вектор за {\displaystyle \Theta (n\log n)} операцій, а множення матриць Тепліца можна провести за {\displaystyle \Theta (n^{2})} операцій.
Система лінійних рівнянь виду {\displaystyle Ax=b} може бути вирішена методом Левінсона за час {\displaystyle \Theta (n^{2})}.
Матриці Тепліца також пов'язані з рядами Фур'є, тому що оператор множення на многочлен з синусів або косинусів, спроектований на скінченновимірний простір, можна представити такою матрицею.